# Chalkidona
Chalkidona (Grieks: Χαλκηδόνα) is sedert 2011 een fusiegemeente (dimos) in de Griekse bestuurlijke regio (periferia) Centraal-Macedonië.
De drie deelgemeenten (dimotiki enotita) van de fusiegemeente zijn:
- Agios Athanasios (Άγιος Αθανάσιος)
- Chalkidona (Χαλκηδόνα)
- Koufalia (Κουφάλια)